# Rosamund Kwan
Pour les articles homonymes, voir Kwan.
Rosamund Kwan, de son vrai nom Kwan Chi-lam (關之琳) (née sous le nom de Kwan Kar-wai (關家慧) le 24 septembre 1962) est une actrice hongkongaise très célèbre pour avoir tenu le rôle de « Tante Yee » dans la série des Il était une fois en Chine. 
Ayant connu la célébrité après une apparition dans un film avec Stephen Chow, elle est considérée comme une « fille de Sing ». Elle s'est retirée en 2007.

## Biographie
Le père de Kwan, Kwan Shan, est un acteur de la Shaw Brothers originaire de Shenyang dans le Liaoning et est d'ethnie mandchoue. Sa mère, Cheung Bing-sai, vient de Shanghai et est également actrice. Kwan étudie à l'école couvent Maryknoll (en) à Kowloon Tong (en).
Le premier rôle de Kwan a lieu dans le feuilleton télévisé Agency 24 (甜甜廿四味) sur ATV (en). Ses débuts au cinéma se font aux côtés de Chow Yun-fat en 1982 dans le film The Head Hunter (en). Elle joue avec Jackie Chan, Sammo Hung et Yuen Biao dans Le Flic de Hong Kong 2 et de nouveau avec Chan dans Le Marin des mers de Chine 2 et Mister Dynamite. Elle apparaît aux côtés de Jet Li dans les films Swordsman 2, Dr. Wai et dans le rôle de Shao Yun alias « Tante Yee » dans la série des Il était une fois en Chine.
Bien que la majorité de ses rôles d’actrice aient été dans des films dramatiques, elle est mieux connue internationalement pour ses rôles dans les films d'action hongkongais, aux côtés des plus grands acteurs du genre.
Parmi ses rôles les plus dramatiques, elle est notamment apparue avec Andy Lau dans plusieurs films tels que Casino Raiders et The Wesley's Mysterious File. Kwan a également sorti un disque en 1994, un duo avec Lau appelé Love Forever.
En 2001, elle apparaît dans la comédie chinoise de Feng Xiaogang, Big Shot's Funeral (en), dans le rôle de l'assistante de Donald Sutherland qui joue un réalisateur. Bien que son dernier rôle au cinéma date de 2005, Kwan annonce officiellement sa retraite en 2007.

## Vie privée
Kwan épouse en 1981 le magnat de la finance Chris Wong Kwok-sing, un mariage qui n'a duré que neuf mois, ils divorcent en 1982. Elle épouse l'homme d'affaires taïwanais Pierre Chen (en) en 2014 sans annonce publique, mais ils divorcent en 2015.

## Filmographie
- 1982 : Head Hunter
- 1984 : The Last Duel[réf. nécessaire]
- 1985 : Le Flic de Hong Kong 2, de Sammo Hung
- 1986 : Shanghaï Express, de Sammo Hung
- 1987 : Le Marin des mers de Chine 2, de Jackie Chan
- 1987 : Mister Dynamite, de Jackie Chan
- 1988 : The Crazy Companies 2
- 1988 : Three Against The World
- 1989 : Casino Raiders
- 1989 : Ghost Fever
- 1989 : Crocodile Hunter
- 1989 : Proud and Confident
- 1990 : Brief Encounter in Shinjuku
- 1990 : Return to Action
- 1990 : Undeclared War
- 1990 : A Bite of Love
- 1991 : Inspector Pink Dragon
- 1991 : Il était une fois en Chine, de Tsui Hark
- 1991 : The Banquet
- 1991 : Tricky Brains, de Wong Jing
- 1991 : Swordsman 2
- 1992 : Il était une fois en Chine 2 : la secte du lotus blanc
- 1992 : Gameboy Kids
- 1992 : Gigolo and Whore 2
- 1992 : Saviour of the Soul 2
- 1992 : With or Without You
- 1992 : The Sting
- 1993 : No More Love, No More Death
- 1993 : Blade of Fury
- 1993 : End of the Road
- 1993 : Love Among the Triad
- 1993 : Tiger Cage 2
- 1993 : The Assassin
- 1993 : The Magic Crane
- 1993 : Il était une fois en Chine 3 : le tournoi du Lion
- 1994 : All's Well, Ends Well Too
- 1994 : Long and Winding Road, de Gordon Chan
- 1994 : The Great Conqueror's Concubine Pt. B
- 1994 : The Great Conqueror's Concubine
- 1995 : The Adventurers (Da mao xian jia)
- 1995 : A Touch of Evil
- 1995 : Il était une fois en Chine 5 : Dr Wong et les pirates
- 1996 : Dr. Wai
- 1996 : Thanks for Your Love
- 1997 : Il était une fois en Chine 6: Dr Wong en Amérique
- 2001 : Big Shot's Funeral
- 2002 : The Wesley's Mysterious File
- 2002 : Mighty Baby, de Chan Hing-Ka et Patrick Leung
- 2004 : Hands in the Hair, de Jiang Cheng